# Холдън Колфийлд
Холдън Колфийлд (в един разказ второто му име е Morrisey) е измислен персонаж от романа на Джеръм Дейвид Селинджър „Спасителят в ръжта“, където води повествованието се води от първо лице. След публикуването на романа Холдън става символ на бунта на тийнейджърите. Името Холдън Колфийлд е използвано от автора в непубликуван разказ от 1941 и за пръв път се появява пред масовата публика в издание от 1945.
Селинджър има много разкази и един роман, включващи името Холдън Колфийлд, но в различните истории има съществени разлики както между образа на Холдън, така и на семейството му.
Първият разказ на Селинджър, включващ Холдън, е „Аз съм луд“, публикуван на 22 декември 1945. Неправилно се смята, че името Холдън Колфийлд идва от филма „Скъпа Рут“, в който участват Уилям Холдън и Джоан Колфийлд, но това няма как да е вярно – „Скъпа Рут“ е публикуван през 1947, повече от година, след като името Холдън Колфийлд е използвано от Селинджър в непубликуван разказ.